# Gary (Rapper)
Kang Hee-gun (* 24. Februar 1978), besser bekannt unter seinem Künstlernamen Gary (kor. 개리, oft auch Garie), ist ein südkoreanischer Rapper. Er ist Teil des Hip-Hop-Duos LeeSsang.

## Leben und Wirken
Zu Schulzeiten war sein Spitzname Gae, woraus er seinen Künstlernamen abgeleitete. Er spielte in mehreren Filmen mit Cameo-Auftritten mit. Neben seiner Musikkarriere ist er erfolgreicher Moderator im Fernsehen, als Co-Gastgeber der SBS-Sendung Running Man. Im Januar 2014 erschien sein erstes Soloalbum.

## Diskografie
- 2014: Mr. Gae (Soloalbum)